# Mary Lutyens

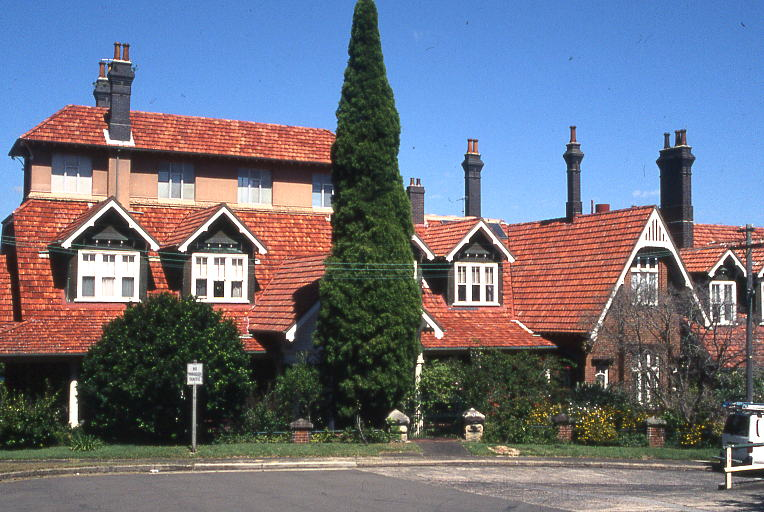
The Manor, Mosman, New South Wales, Australia

Edith Penelope Mary Lutyens (Londra, 1908 – Londra, 9 aprile 1999) è stata una scrittrice britannica, conosciuta in particolare per l'autorevole biografia riferita al filosofo di origine indiana Jiddu Krishnamurti.

## Biografia

### L'età giovanile
Fu la quarta e la più giovane figlia dell'architetto inglese Edwin Lutyens e di Emily Bulwer-Lytton. Quest'ultima era la figlia di Robert Bulwer-Lytton, I conte di Lytton, governatore generale dell'India. Era anche pronipote dello scrittore Edward Bulwer-Lytton, e la zia materna dell'uomo politico Nicholas Ridley.
Mary trascorse la sua infanzia con la nonna materna Edith, che viveva a Knebworth a circa 30 miglia da Londra. Inoltre l'interesse che la madre nutriva riguardo alla teosofia, le diede modo di conoscere fin da bambina Krishnamurti, che poté quindi frequentare già dal 1911, per rimanere sua amica e stretta ammiratrice fino alla sua morte.
Negli anni venti, quando suo padre era impegnato nella progettazione e costruzione dell'area centrale amministrativa di Delhi, la cosiddetta Lutyens 'Delhi, Mary visitò l'India con la madre e andò in Australia, a Mosnam, un sobborgo di Sydney nel Nuovo Galles del Sud, e si stabilì a The Manor, una sontuosa residenza, gestita da Charles Webster Leadbeater, mentre Krishnamurti e suo fratello Nitya presero alloggio in un'altra casa vicina. Lutyens vi rimase per un lungo periodo. Ebbe così modo di raccogliere molto materiale per il suo libro Krishnamurti: Gli anni di risveglio.

### Produzione letteraria
A parte le sue opere su Krishnamurti, Lutyens scrisse anche una serie di romanzi e biografie di John Ruskin, Effie Gray e la sua famiglia. Nel suo libro Millais e i Ruskins mise in evidenza l'argomento controverso riferito al fatto che Ruskin non poteva consumare il suo matrimonio a causa della sua repulsione dei peli pubici della moglie.

### Vita privata
Mary Lutyens ebbe due matrimoni: il primo, nel 1930, con Anthony Rupert Herbert Franklin Sewell, un agente di cambio, dal quale ebbe una figlia, Amanda Lutyens, che si concluse con il divorzio nel 1945. Il secondo, sempre nel 1945, fu quello con Joseph Gluckstein Links, storico dell'arte e fornitore di pellicce per la casa reale inglese, matrimonio questo che durò fino alla morte del coniuge nel 1997.

## Ascendenza
|                                         |                                       |                             | Genitori                             |  |  | Nonni |  |  | Bisnonni        |  |  | Trisnonni        |  |
|                                         |                                       |                             |                                      |  |  |       |  |  | Charles Lutyens |  |  | Nicholas Lutyens |  |
|                                         |                                       |                             |                                      |  |  |       |  |  | Charles Lutyens |  |  | Nicholas Lutyens |  |
|                                         |                                       | Mary Mesman                 |                                      |  |  |       |  |  | Charles Lutyens |  |  |                  |  |
| Charles Augustus Henry Lutyens          |                                       |                             |                                      |  |  |       |  |  | Charles Lutyens |  |  |                  |  |
|                                         |                                       | Frances Jane Fludger        | James Fludger                        |  |  |       |  |  |                 |  |  |                  |  |
|                                         |                                       | Frances Jane Fludger        | James Fludger                        |  |  |       |  |  |                 |  |  |                  |  |
|                                         |                                       | Frances Jane Fludger        | …                                    |  |  |       |  |  |                 |  |  |                  |  |
| Edwin Lutyens                           |                                       | Frances Jane Fludger        |                                      |  |  |       |  |  |                 |  |  |                  |  |
|                                         |                                       | John Gallwey                | …                                    |  |  |       |  |  |                 |  |  |                  |  |
|                                         |                                       | John Gallwey                | …                                    |  |  |       |  |  |                 |  |  |                  |  |
|                                         |                                       | John Gallwey                | …                                    |  |  |       |  |  |                 |  |  |                  |  |
| Mary Theresa Gallwey                    |                                       | John Gallwey                |                                      |  |  |       |  |  |                 |  |  |                  |  |
|                                         |                                       | Bridget Ellen Blood         | Neptune Blood                        |  |  |       |  |  |                 |  |  |                  |  |
|                                         |                                       | Bridget Ellen Blood         | Neptune Blood                        |  |  |       |  |  |                 |  |  |                  |  |
|                                         |                                       | Bridget Ellen Blood         | Ellen Blake                          |  |  |       |  |  |                 |  |  |                  |  |
| Mary Lutyens                            |                                       | Bridget Ellen Blood         |                                      |  |  |       |  |  |                 |  |  |                  |  |
|                                         | Edward Bulwer-Lytton, I barone Lytton | William Earle Bulwer        |                                      |  |  |       |  |  |                 |  |  |                  |  |
|                                         | Edward Bulwer-Lytton, I barone Lytton | William Earle Bulwer        |                                      |  |  |       |  |  |                 |  |  |                  |  |
|                                         | Edward Bulwer-Lytton, I barone Lytton | Elizabeth Barbara Lytton    |                                      |  |  |       |  |  |                 |  |  |                  |  |
| Robert Bulwer-Lytton, I conte di Lytton | Edward Bulwer-Lytton, I barone Lytton |                             |                                      |  |  |       |  |  |                 |  |  |                  |  |
|                                         |                                       | Rosina Wheeler              | Francis Massy Wheeler                |  |  |       |  |  |                 |  |  |                  |  |
|                                         |                                       | Rosina Wheeler              | Francis Massy Wheeler                |  |  |       |  |  |                 |  |  |                  |  |
|                                         |                                       | Rosina Wheeler              | Anna Doyle                           |  |  |       |  |  |                 |  |  |                  |  |
| Emily Bulwer-Lytton                     |                                       | Rosina Wheeler              |                                      |  |  |       |  |  |                 |  |  |                  |  |
|                                         |                                       | Edward Ernest Villiers      | George Villiers                      |  |  |       |  |  |                 |  |  |                  |  |
|                                         |                                       | Edward Ernest Villiers      | George Villiers                      |  |  |       |  |  |                 |  |  |                  |  |
|                                         |                                       | Edward Ernest Villiers      | Theresa Parker                       |  |  |       |  |  |                 |  |  |                  |  |
| Edith Villiers                          |                                       | Edward Ernest Villiers      |                                      |  |  |       |  |  |                 |  |  |                  |  |
|                                         |                                       | Elizabeth Charlotte Liddell | Thomas Liddell, I barone Ravensworth |  |  |       |  |  |                 |  |  |                  |  |
|                                         |                                       | Elizabeth Charlotte Liddell | Thomas Liddell, I barone Ravensworth |  |  |       |  |  |                 |  |  |                  |  |
|                                         |                                       | Elizabeth Charlotte Liddell | Maria Susannah Simpson               |  |  |       |  |  |                 |  |  |                  |  |
|                                         |                                       | Elizabeth Charlotte Liddell |                                      |  |  |       |  |  |                 |  |  |                  |  |

## Opere
- Perchance to Dream, London: John Murray, 1935.
- Effie in Venice: Effie Ruskin's Letters Home 1849–1852, London: John Murray, 1965, Pallas Athene (UK), 2001 edition: ISBN 1-873429-33-9.
- Millais and the Ruskins, London: John Murray, 1967, Vanguard Press in USA.
- Krishnamurti: The Years of Awakening, London: John Murray, 1975, Shambhala Publications ristampa nel 1997: ISBN 1-57062-288-4. Primo dei tre volumi della biografia, riferito al periodo che va dalla nascita di Krishnamurti nel 1895 fino al 1933.
- Krishnamurti: The Years of Fulfilment, London: John Murray, 1983, ISBN 0-7195-3979-X, Farrar, Straus, Giroux brossura ISBN 0-374-18224-8, Avon Books 1991 ristampato in gergo statunitense "Fulfillment": ISBN 0-380-71112-5. Secondo volume della biografia di Krishnamurti, riferito agli anni che vanno dal 1933 al 1980.
- Krishnamurti: The Open Door, London: John Murray, 1988, ISBN 0-7195-4534-X. FiUltimo volume della biografia riferito al periodo 1980 - 1986, anno della morte di Krishnamurti.
- The Lyttons in India: An account of Lord Lytton's Viceroyalty, 1876–1880 London: John Murray, 1979, ISBN 0-7195-3677-4.
- Edwin Lutyens: A Memoir, Academic Pr Canada Ltd, 1980, ISBN 0-7195-3777-0, Black Swan, 1991 nuova edizione: ISBN 0-552-99417-0.
- The Life and Death of Krishnamurti, London: John Murray, 1990, ISBN 0-7195-4749-0, Nesma Books India 1999: ISBN 81-87075-44-9, ISBN 0-900506-22-9, pubblicata anche come Krishnamurti: His Life and Death, St Martins Press 1991: ISBN 0-312-05455-6, una prima stesura della trilogia sulla vita di Krishnamurti.
- The Boy Krishna, 1995, Krishnamurti Foundation Trust paperback: ISBN 0-900506-13-X. Subtitled, "The First Fourteen Years in the Life of J. Krishnamurti".
- Krishnamurti and the Rajagopals, 1996, Ojai, CA: Krishnamurti Foundation of America, ISBN 1-888004-08-8.
- J. Krishnamurti: A Life, 2005, Penguin Books India, ISBN 0-14-400006-7. Il libro è una edizione completa delle tre opere: The Years of Awakening, The Years of Fulfilment, e The Open Door.